# Fuerte George (Tórtola)
El Fuerte George (en inglés: Fort George, literalmente Fuerte Jorge) es un fuerte colonial que fue erigido en el borde noreste de Road Town, Tórtola en las Islas Vírgenes Británicas por encima de la bahía de Baugher. El sitio esta ahora en ruinas.
La estructura original se cree fue construida en una fecha no precisada por los colonos originales holandeses de las islas para proteger la mazmorras de los esclavos que fueron construidas en el Puerto Purcell cercano. Es probable que la estructura inicial fuese levantada en respuesta a una matanza de los habitantes del asentamiento original en la bahía de Baugher en 1625.
Sin embargo, la principal fortificación fue construida (o reconstruida) por los británicos en el siglo XVIII en torno a la época de la guerra de independencia de Estados Unidos como parte de la actualización general de las fortificaciones de Road Town.
La fortaleza fue nombrada (o renombrada) en honor del rey Jorge III del Reino Unido.